# Ленцшпитце
Ленцшпитце (нем. Lenzspitze) — горный пик Пеннинских Альп, расположенный между долинами Церматт и Засталь в швейцарском кантоне Вале. Высота — 4294 метра. Часть массива Мишабель. Благодаря своей форме, является одним из самых популярных пиков у альпинистов. Представляет собой совершенную трёхгранную пирамиду с острыми гребнями и крутыми склонами. Впервые Ленцшпитце был покорен в Августе 1870 года. Ближайший населенный пункт — Зас-Фе.

## Галерея

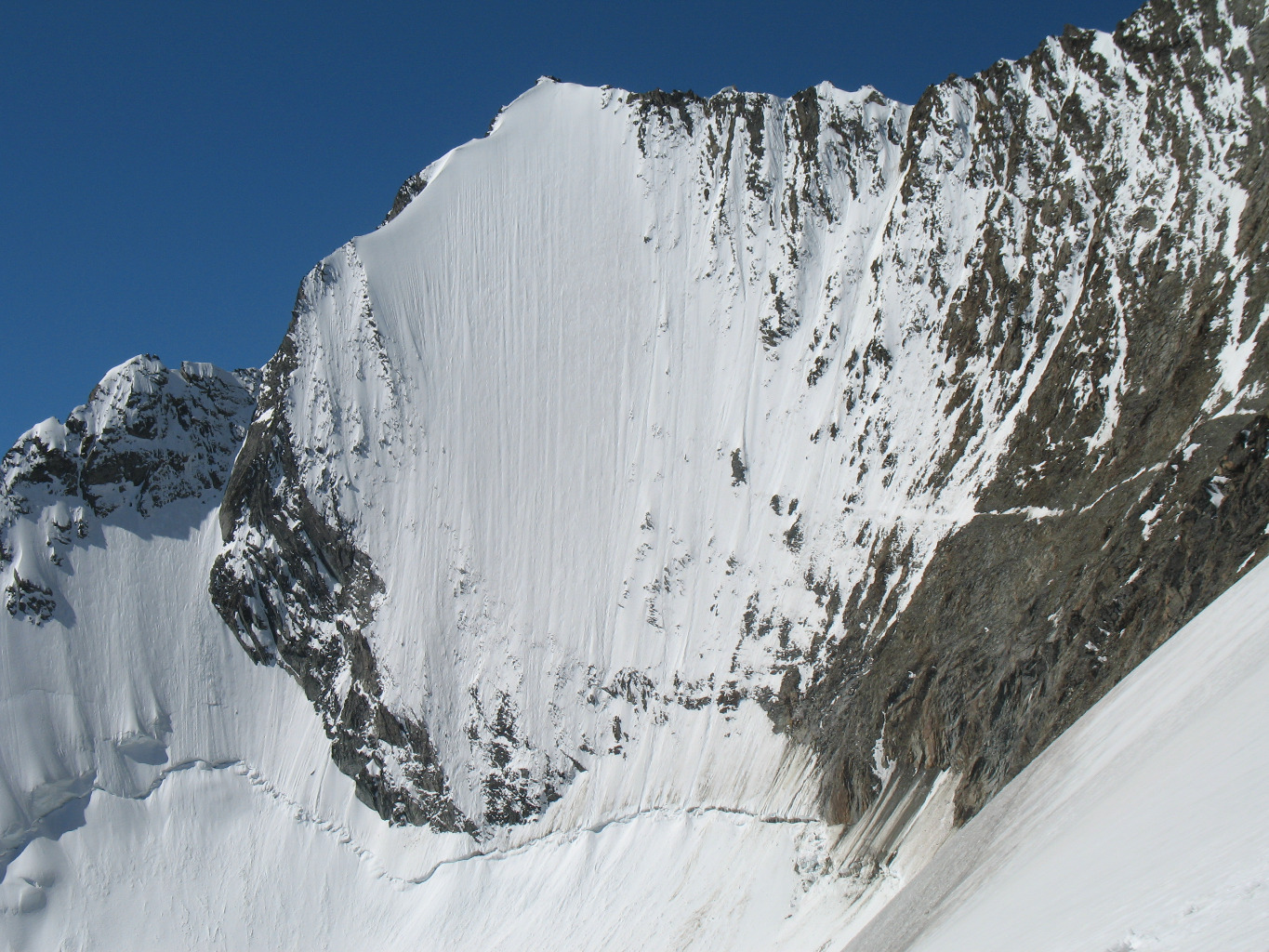
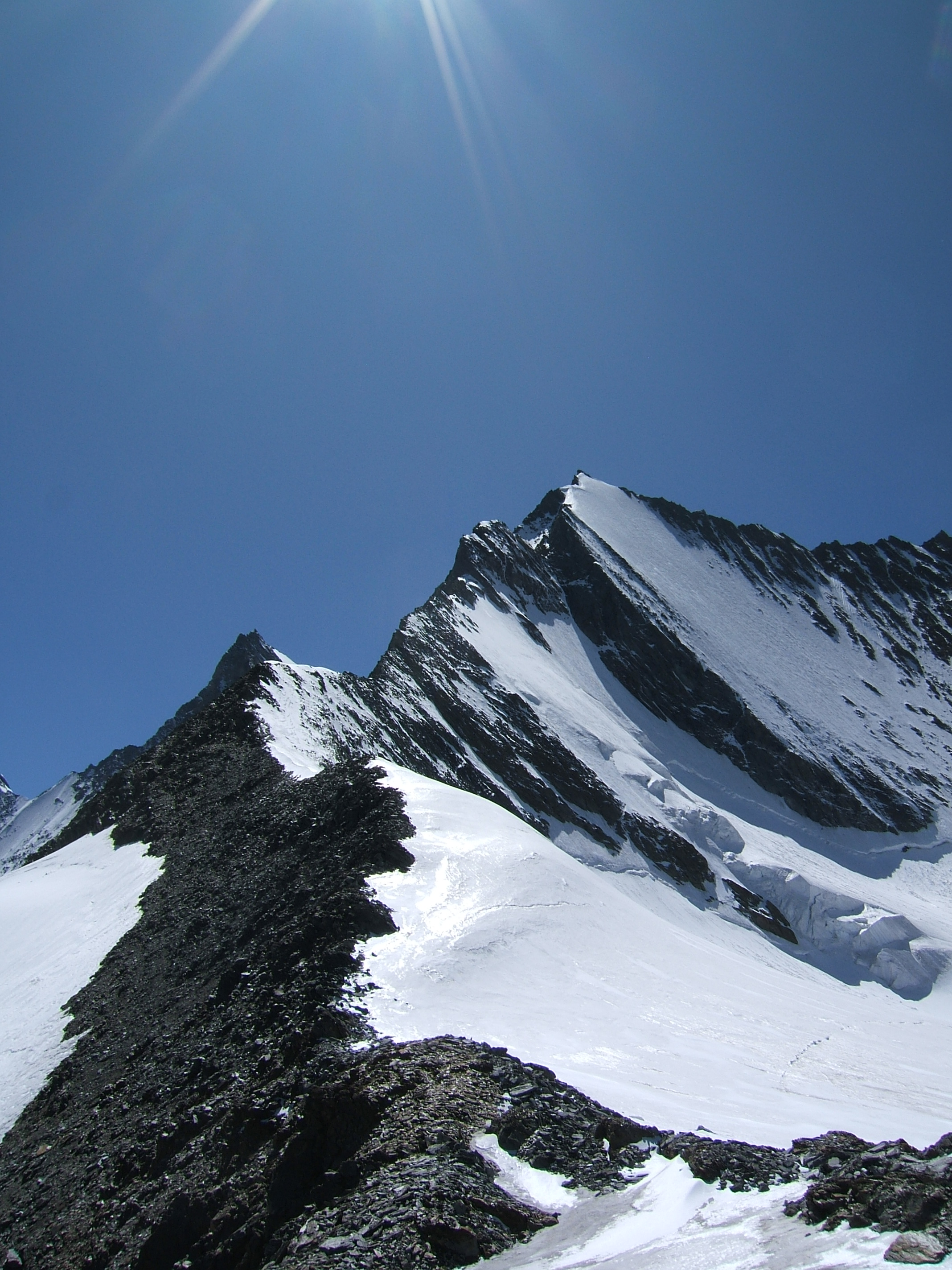
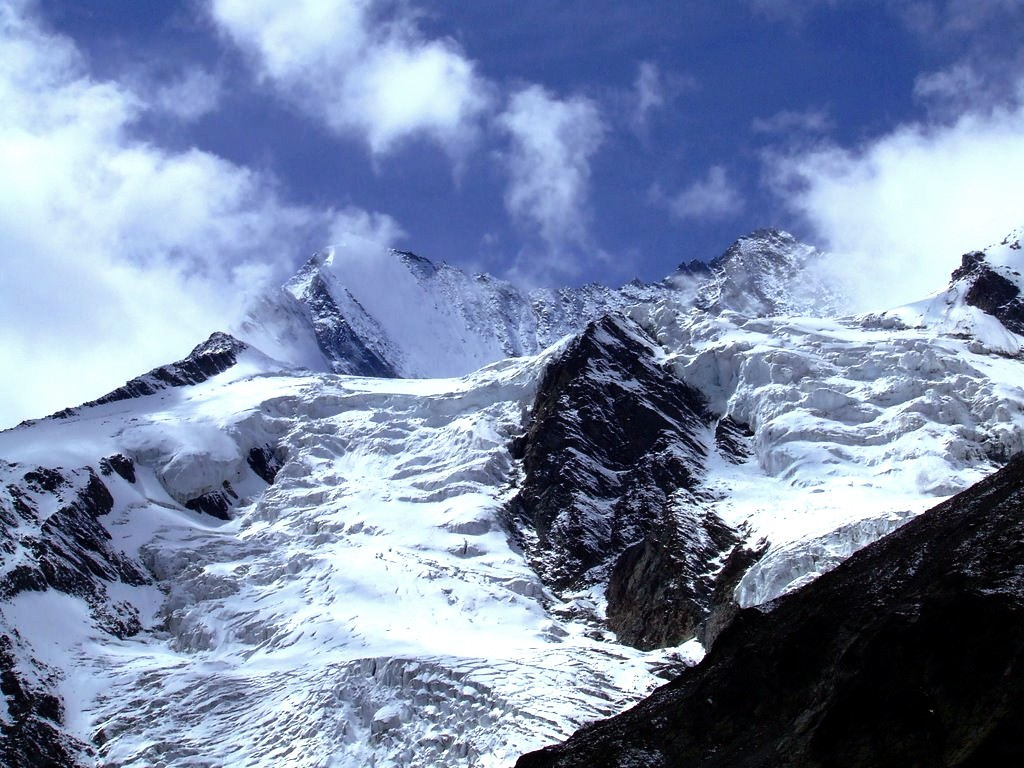